# غرم (جانور)
غُرم، قوچ وحشی یا میش کوهی نوعی گوسفند وحشی است که در کوهستان‌های آسیای میانه (هیمالیا، تبت، پامیر، آلتای) زندگی می‌کند و بزرگ‌ترین گونه از گوسفند وحشی است. به مغولی به غرم، اَرغالی می‌گویند که به معنی «مربوط به قله کوه» است.
غرم پامیری را از آن‌جهت که در ادبیات غربی نخستین بار توسط مارکوپولو توضیح داده شده «گوسفند مارکوپولو» نیز می‌نامند.
قد غرم‌ها به ۱۲۰ سانتیمتر و وزنشان به ۱۸۰ کیلوگرم هم می‌رسد.